# Pelayo Sánchez del Arco
Pelayo Sánchez del Arco fue un periodista español.

## Biografía
Natural de Cádiz, era hermano de Domingo y José Sánchez del Arco. Fue en la ciudad gaditana donde empezó su vida periodística en 1890, que le llevaría a ser redactor de los periódicos La Nueva Era, órgano del partido liberal; El Diario de Cádiz y La Crónica, estos independientes; La Dinastía, conservador, y otros como La Semana Cómica, La Revista Cómica y El Fígaro. Al mismo tiempo, era corresponsal en aquella población de El Defensor de Granada, Diario de Murcia, Diario de Córdoba, El Porvenir Vasco, Diario de Sabadell, Diario de Linares, Pan y Toros, Arte de los Toros, La Puntilla, El Burladero y El Látigo. En 1902, marchó a Madrid, donde sería redactor de El País, de las agencias Madrileña y La Publicidad y de los semanarios Hispania, Relieves y Los Toros, entre otros. Fue autor, asimismo, de varias monografías gaditanas y de obras de carácter crítico.